# Jan Dolczewski
Jan Jacek Dolczewski (ur. 11 lipca 1948 w Lesznie) – polski koszykarz, reprezentant kraju, olimpijczyk z Monachium 1972, po zakończeniu kariery zawodniczej trener.
Podczas kariery sportowej reprezentował barwy Legii Warszawa, Lecha Poznań i Wisły Kraków.
W latach 1967-1977 reprezentant Polski. W reprezentacji rozegrał 180 spotkań.
Na igrzyskach olimpijskich w 1972 roku był członkiem drużyny koszykarzy, która zajęła 10. miejsce.

## Osiągnięcia
Drużynowe
- Mistrz Polski (1969, 1976)
- Wicemistrz Polski (1977)
- Zdobywca pucharu Polski (1970)
- Finalista pucharu Polski (1972)
- Awans do I ligi z Legią Warszawa (1973)[1]

Reprezentacja
- Uczestnik:
  - igrzysk olimpijskich (1972 – 10. miejsce)
  - mistrzostw Europy (1969 – 4. miejsce, 1971 – 4. miejsce, 1973 – 12. miejsce)
  - Interkontynentalnego Pucharu FIBA (1972 – 4. miejsce)[2]
- Zwycięzca kwalifikacji olimpijskich (1972)
- Mistrzostwo turnieju Alberta Schweitzera U–18 (1967 – Mannheim)